# Isidoro Martínez Rizo
Isidoro Martínez Rizo (Cartagena, 22 de mayo de 1828 - ibidem, 11 de noviembre de 1896) fue un comerciante, historiador, novelista y político español, cronista oficial de Cartagena desde 1886 hasta su muerte.

## Biografía

### Primeros años y actividad política
Nacido en 1828, Isidoro Martínez poseía una droguería en la calle del Carmen de Cartagena, en la que ejercía su profesión de comerciante. Desde este negocio introdujo en la ciudad las balanzas de sistema métrico decimal. Se casó dos veces, pero únicamente en el segundo matrimonio, con su prima Teresa Rizo López, tuvo descendencia. Entre su prole se cuenta al maestro, ingeniero industrial e intelectual anarquista Alfonso Martínez Rizo.
De forma tardía, pasados los cuarenta años, empezó a manifestar sus inquietudes sociales y políticas. En 1870, ingresó en la logia masónica Hijos de Hiram, y bajo el seudónimo «Cincinato» ascendió hasta ocupar en los años posteriores los cargos de orador (1870-73), tesorero (1873) y primer vigilante (1883), momento en que alcanzó también el grado 30. En aquellos mismos tiempos dio también los pasos iniciales de su breve carrera política, desempeñando la concejalía de Consumos y, desde el 17 de febrero de 1871, representando a sus conciudadanos como diputado por el Partido Republicano Democrático Federal a la Diputación Provincial de Murcia. Sin embargo, renunció en junio del año siguiente, para en noviembre pasar a integrar el comité republicano «intransigente» de Cartagena.
En 1873, proclamada la Primera República, la inestabilidad política permanente del periodo del Sexenio Democrático terminó cristalizando en la Rebelión cantonal con epicentro en la ciudad departamental, y por su trayectoria previa, Martínez Rizo fue propuesto como candidato por la lista «intransigente» en los comicios a la Junta Soberana de Salvación Pública. Aunque resultó elegido, rehusó tomar posesión de su puesto, deseando ya permanecer alejado de la política activa. Cartagena sería finalmente rendida a las tropas del gobierno después de un asedio de seis meses, e Isidoro Martínez, que había comandado dos compañías de milicias federalistas, sufrió como represalia una condena de prisión que cumplió hasta 1876, evitando la deportación a las islas Carolinas que sufrieron muchos de sus camaradas.

### Cronista de Cartagena
Entregado ahora en exclusiva a la erudición, publicó en 1880 la novela histórica Luis de Narváez, ó Cartagena en 1600, en la que aborda un relato de conflictividad social entre nobleza y estado llano salpicado de anotaciones históricas que, en opinión de Jiménez Madrid (1990), llegan a entorpecer la narrativa. No obstante, la obra brindó a su autor cierta notoriedad, suficiente como para que cuando falleciera en 1886 el cronista oficial Manuel Martínez Gómez, el Ayuntamiento de Cartagena decidiera que fuese Martínez Rizo quien le sucediese. Desde esta posición, tomó el testigo del también cronista Manuel González Huarques en el debate historiográfico por el traslado de la sede diocesana de Cartagena a Murcia en 1291, afirmando sobre la supuesta bula de Nicolás IV que lo justificaba, «que ni aparece ni es reconocida, resultando conculcado nuestro derecho hasta que no aparezca otra bula».

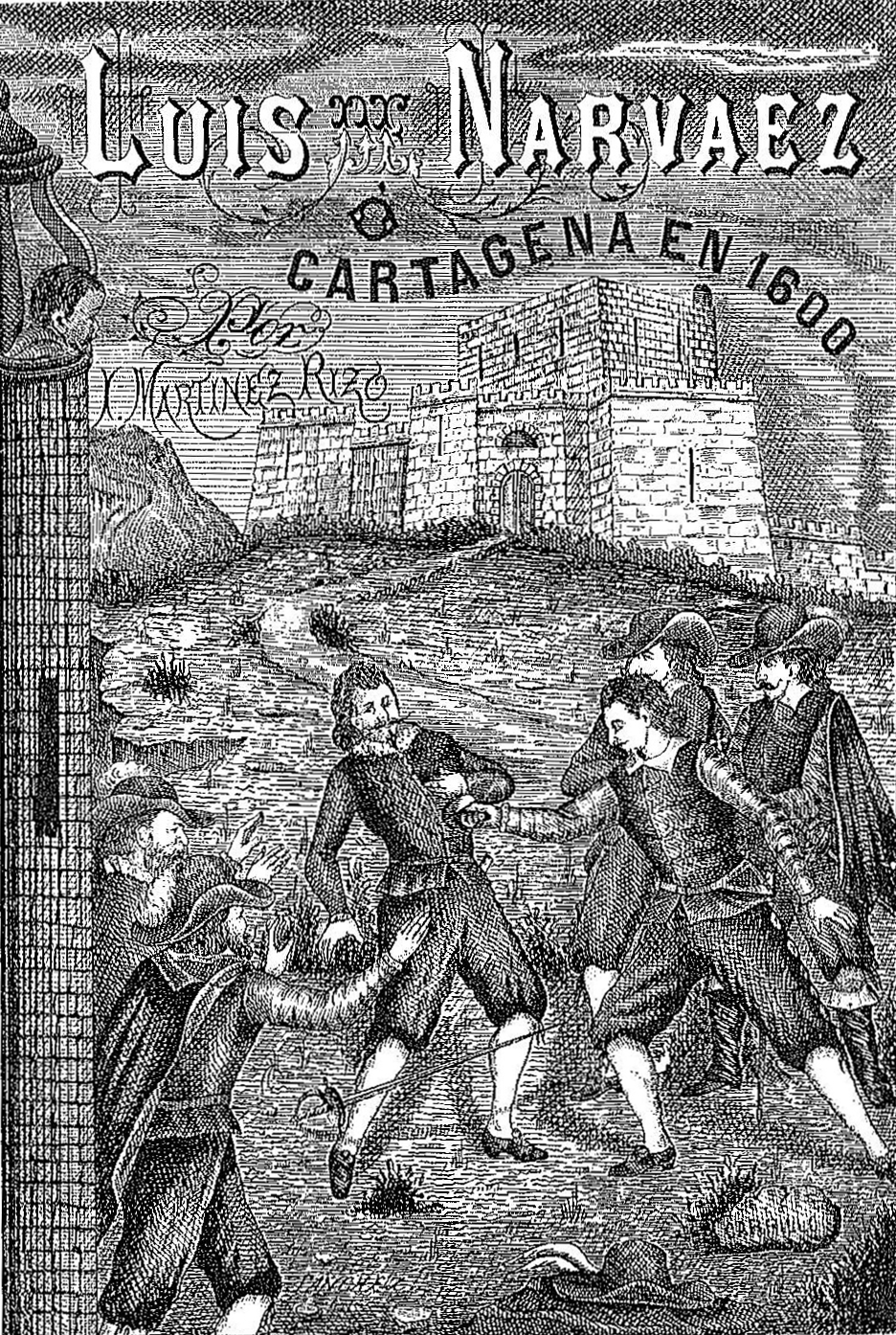
Frontispicio de Luis de Narváez, ó Cartagena en 1600.

Los intereses de su establecimiento le llevaron a introucirse en los círculos empresariales de la ciudad, hasta el punto que estuvo presente como secretario en la asamblea fundacional de la Cámara Oficial de Comercio, Industria, Servicios y Navegación de Cartagena, el 11 de julio de 1886. Dos años después también asistió al acto de botadura en San Fernando del prototipo de submarino diseñado por su amigo Isaac Peral.
Hacia el término de su vida publicó en 1894 su libro Fechas y fechos de Cartagena, una recopilación de efeméridas históricas que disfrutó de gran reconocimiento entre los estudiosos de la historia local. Aquel mismo año se produjo la demolición del antiguo Ayuntamiento con la colección municipal de epigrafía romana todavía en su interior. Tras el desastre, Martínez Rizo realiza para la Real Academia de la Historia un inventario de las piezas supervivientes, junto a Manuel Fernández-Villamarzo.
Falleció por neumonía en 1896, siendo reemplazado como cronista por el periodista Ángel Barba y García.

## Obra
- Luis de Narváez, ó Cartagena en 1600. Cartagena: Imprenta de José Juan. 1880.
- Cartagena: lo que ha sido y lo que tiene derecho a ser. Discurso leído en la noche del dia 5 de mayo de 1887 en el Círculo Mercantil e Industrial de esta ciudad. Cartagena: Imprenta de Hipólito García. 1887.
- Fechas y fechos de Cartagena. Cartagena: Imprenta de Hipólito García e Hijos. 1894.